# Bibionide
Bibionidele (Bibionidae) sunt o familie de insecte diptere nematocere cu aproape 650-700 de specii în lume și peste 40 în Europa  și 7-9 specii în România.  Au mărimea unei muște obișnuite, dar adesea și mai mici, unele forme specii de 3 mm. Antenele sunt scurte și groase, iar nervurile aripilor sunt îngrămădite spre marginea costală a aripii. Sunt specii diurne care zboară greu și  se găsesc uneori în număr foarte mare pe diferite plante ierboase sau în tufărișuri de pădure bine luminate. Larvele lor se hrănesc cu materii vegetale putrezite, mai rar cu părți de plante. Unele specii sunt dăunătoare plantelor cultivate. O specie dăunătoare și dintre cele mai mari este Bibio hortulanus de 9-11 mm la femelă, cu toracele și abdomenul roșii.

## Speciile din România
1. Bibio hortulanus (Linnaeus, 1758)
2. Bibio clavipes (Meigen 1818)
3. Bibio johannis (Linnaeus, 1767)
4. Bibio marci (Linnaeus, 1758)
5. Bibio pomonae (Fabricius, 1775)
6. Bibio varipes (Meigen, 1830)
7. Dilophus bispinosus (Lundstrom, 1913)
8. Dilophus febrilis (Linnaeus 1758)
9. Dilophus femoratus (Meigen, 1804)